# A nagy bunyós
A nagy bunyós (eredeti cím: Hard Times) 1975-ben bemutatott amerikai sportdráma, Walter Hill elsőfilmes rendezése. A forgatókönyvet is Hill írta, Bryan Gindoff és Bruce Henstell közreműködésével. A főbb szerepekben Charles Bronson, James Coburn, Jill Ireland és Strother Martin látható.
A film egy amerikai csavargóról szól, aki az 1930-as évek nagy gazdasági világválságának idején pusztakezes bokszolóként illegális mérkőzéseken próbál pénzt keresni.
Az Amerikai Egyesült Államokban 1975. október 8-án bemutatott film pozitív kritikákat kapott.

## Cselekmény
Chaney idősödő, szűkszavú férfi, aki az 1930-as években csavargóként tehervonatokon utazva járja a gazdasági világválság által sújtott Amerikai Egyesült Államokat. Szemtanúja lesz egy illegális pusztakezes utcai bokszmérkőzésnek és érdekelni kezdi ez a pénzkereseti lehetőség. Spencer „Speed” Weed, egy bőbeszédű, szerencsejáték-függő utcai menedzser a szárnyai alá veszi őt. Chaney felteszi megmaradt hat dollárját önmagára és első mérkőzésén egyetlen ütéssel legyőzi a nála jóval fiatalabb ellenfelét. 
Chaney és Speed New Orleansba utazik, majd felfogadják maguk mellé a sznob és ópiumfüggő ringorvost, Poe-t. A bunyós egy ideig egy férjezett, de egyedül élő és anyagi gondokkal küszködő asszonnyal, Lucy Simpsonnal is találkozgat, de a nő egy jobb élet reményében hamarosan kikosarazza őt.
Chaney második ellenfelét is könnyedén kiüti, de annak menedzsere fegyvert ránt és nem hajlandó fizetni, azzal a kifogással, hogy Chaney profi harcos. Chaney még aznap megrongálja a férfi bárját és behajtja a pénzt. A következő meccsre már 3000 dollár a beugró, ezért Speed kölcsönt vesz fel egy Doty nevű gengszter által vezetett uzsorás bandától. Chaney a harmadik ellenfelét, Jim Henryt is megveri. 
Speed és Chaney közt nézeteltérés támad, mert Chaney nem akar Chick Gandil alvilági üzletembernek dolgozni (aki Jim Henryt támogatta). Gandil kifizeti Speed adósságait és túszul ejti a férfit. Chaneynek minden eddigi nyereményét be kell fizetnie, hogy megküzdhessen egy Street nevű chicagói bunyóssal – különben Gandil kivégezteti Speedet. Chaney nehéz küzdelemben jobbnak bizonyul ellenfelénél, megmentve társát. Speed és Poe egy nagylelkű összeget kap Chaneytől, aki ezután egyedül távozik.

## Szereplők
| Szerep                              | Színész         | Magyar hang         |
| ----------------------------------- | --------------- | ------------------- |
| Chaney                              | Charles Bronson | Koncz Gábor         |
| Spencer "Speed" Weed                | James Coburn    | Szokolay Ottó       |
| Lucy Simpson                        | Jill Ireland    | Urbán Andrea        |
| Poe                                 | Strother Martin | Pálfai Péter        |
| Jim Henry                           | Robert Tessier  |                     |
| Chick Gandil                        | Michael McGuire | Tarján Péter        |
| Street                              | Nick Dimitri    |                     |
| Gayleen Schoonover (Speed szerelme) | Margaret Blye   | Kiss Virág Magdolna |
| Doty                                | Bruce Glover    | Kapácsy Miklós      |
| Doty kalapácsos verőembere          | Frank McRae     |                     |

## Fordítás
- Ez a szócikk részben vagy egészben  a   Hard Times (1975 film) című angol Wikipédia-szócikk fordításán alapul.  Az eredeti cikk szerkesztőit annak laptörténete sorolja fel. Ez a jelzés csupán a megfogalmazás eredetét és a szerzői jogokat jelzi, nem szolgál a cikkben szereplő információk forrásmegjelöléseként.